# Bökönbajew

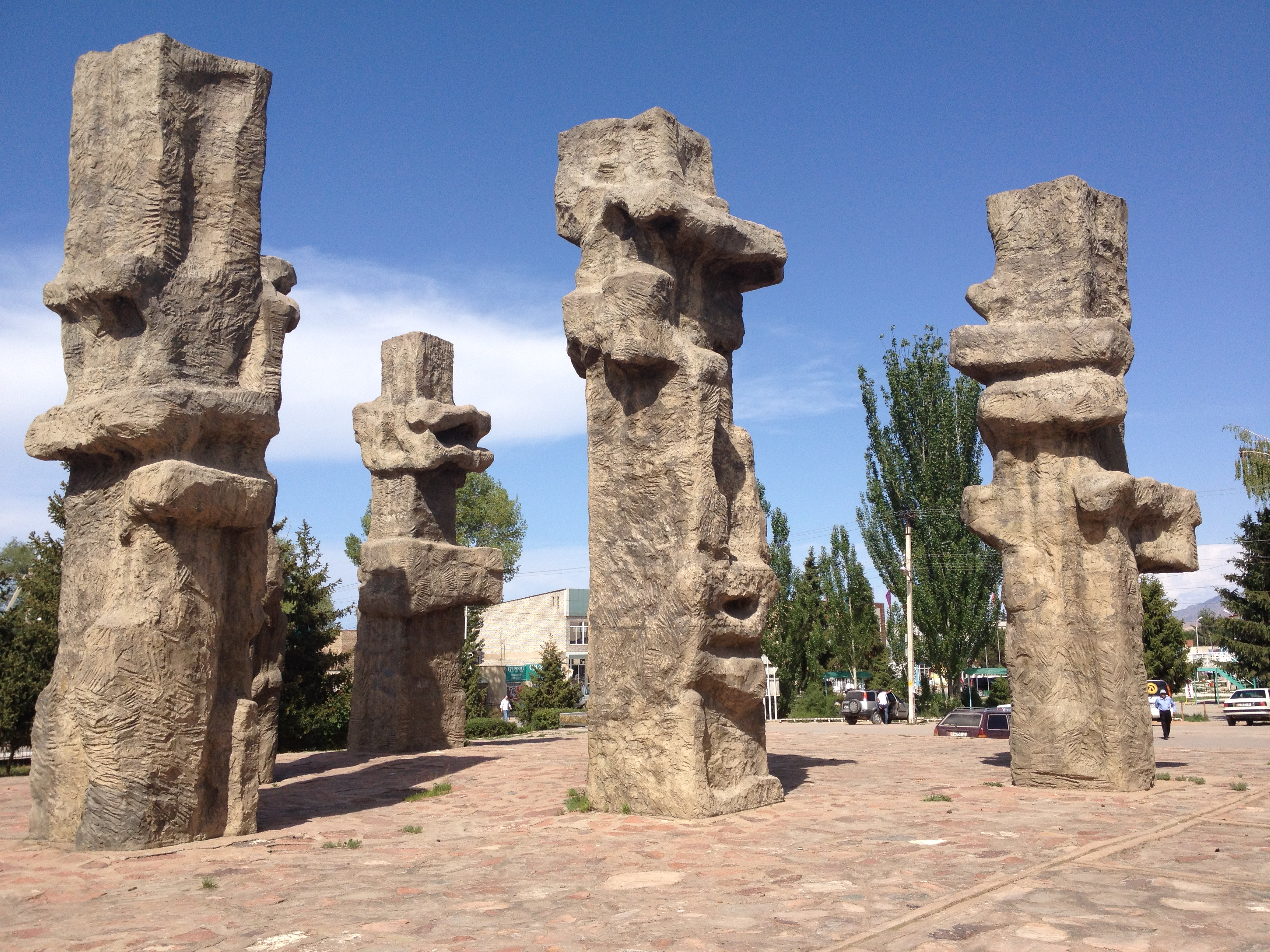
Bökönbajew

Bökönbajew (kirgisisch Бөкөнбаев) ist ein Ort im Westen Kirgisistans im Oblus Yssyk-Köl mit 11.894 Einwohnern (Stand 2022). Er ist Verwaltungssitz des Rajons Tong und der Landgemeinde Kün-Tschygysch.

## Geographie
Bökönbajew ist das größte Dorf an der Südküste des Yssyk-Köl-Sees. Es liegt am Fluss Tong am Fuß des Terskej-Alatau.

## Geschichte
Das Dorf wurde 1912 unter dem Namen Kolzowka gegründet. Im Dorf lebten anfangs in Holz- und Ziegelhäusern russische Siedler, darunter ein Bauer namens Kolzow. Die Frau des kirgisischen Dichters Dschoomart Bökönbajew, Tenti Dschumuschbajewa, wurde in dem Dorf geboren. Nachdem Bökönbajew bei einem Autounfall ums Leben gekommen war, wurde das Dorf auf Bitte seiner Frau in Bökönbajewo (kirgisisch Bökönbajew) umbenannt.

## Bevölkerung
| Jahr | Einwohner |
| ---- | --------- |
| 2009 | 10.648    |
| 2022 | 14.267    |

## Wirtschaft und Infrastruktur
Das Dorf verfügt über ein kleines Stadtmuseum. Es liegt an der Fernstraße A363, die den Yssyk-Köl umrundet.